# Liriomyza subasclepiadis
Liriomyza subasclepiadis este o specie de muște din genul Liriomyza, familia Agromyzidae, descrisă de Spencer în anul 1986.
Este endemică în Washington. Conform Catalogue of Life specia Liriomyza subasclepiadis nu are subspecii cunoscute.